# Xavier Esnault
Pour les articles homonymes, voir Esnault.
Xavier Esnault est un enseignant en cinéma, réalisateur de télévision et musicien français né le 14 août 1971 à Chemillé en Maine-et-Loire et mort d'un cancer le 9 décembre 2012 à Saint-Herblain,.
Il est le réalisateur de la série Litiges diffusée depuis 2010 sur TéléNantes et qui sera reprise sur une trentaine de chaînes locales en France,.
Guitariste du groupe de punk-rock Zabriskie Point pendant sept ans aux côtés de François Bégaudeau, il  réalise un documentaire lors de la tournée d'adieu du groupe, en 1999 : (Je suis une) Vidéomachine.
Il a également réalisé deux clips avec Pete Doherty et Carl Barât (The Libertines) en 2003, sur les chansons Narcissist et Through the looking glass
Enseignant le cinéma depuis 2002, il a aussi mené l'association La Vie est à Nous au Cinématographe, une salle de cinéma d'art et d'essai à (Nantes) jusqu'en 2004.
Il réalise des films, comédies et documentaires avec ses proches du Collectif Othon depuis 2001.

## Études et carrière d'enseignant
Après un bac scientifique obtenu en 1989, il fait une année d’Hypokhâgne à Nantes et commence des études de philosophie en 1991. Il obtiendra une licence de philosophie en 1995.
En septembre 2002, il entre en tant que professeur de l’Option facultative Cinéma-Audiovisuel au Lycée Gabriel-Guist'hau à Nantes, puis au Lycée Camus en 2008.
De 2004 à 2007, il donne des cours d'écriture de scénario, de Production/Distribution et d'histoire des techniques à l’École des Arts Filmiques de Nantes.
De 2006 à 2007 Il enseigne les Écritures scénaristiques à l'Université de Nantes dans le Master 2 Information/Communication (Sociologie)
Il est également intervenant Cinéma à l'IUT Info-Com de La Roche-sur-Yon de 2007 à 2009 puis l'école des Beaux-Arts de Cholet depuis septembre 2009. 
Il a été programmateur et coordinateur scolaire des Éditions 2007 et 2008 du festival de cinéma En route vers le monde de La Roche-sur-Yon.
Il a dirigé une session de travail à l'École nationale des beaux-arts de Lyon en mai 2010.

## De Zabriskie Point au Collectif Othon
Lors de son année d’Hypokhâgne, Xavier Esnault rencontre François Bégaudeau avec qui, entre autres, commence une aventure collective qui dure encore. Avant le Collectif Othon, ils vont fonder le groupe de punk-rock Zabriskie Point en 1992.
En 1999, après 7 années d'existence, le groupe organise une tournée d’adieu et Xavier Esnault monte une équipe de tournage pour filmer cette tournée. Il réalisera alors son premier documentaire intitulé (Je suis une) vidéomachine
La même année, il fonde avec un groupe d’amis l’association La Vie est à Nous. Ils participent notamment à la réouverture en 2001 de la salle de cinéma le Cinématographe à Nantes. Ils y organisent des projections et des rétrospectives sur, entre autres, Jean-Luc Godard ou Jean-Marie Straub et Danièle Huillet.
L’association organise des projections de films à Nantes et écrit un Chantier Journal sur chaque film. Ces journaux sont constitués d’analyses du film collectives faites par les membres de l’association et distribués gratuitement lors des projections.
En 2002, pour séparer les activités de programmation de l’association de ses travaux de productions, les membres de l’association fondent le Collectif Othon.
Au sein du collectif, Xavier Esnault et les 13 autres membres travaillent en équipe depuis l’écriture des scénarios jusqu'aux montages. Ils ont pour l’instant six réalisations à leur actif.
De juillet 2003 à décembre 2005 Xavier Esnault prend part aux activités de la société de production Capricci, dont l'un des cofondateurs est François Bégaudeau.

## SérieLitiges
La série Litiges est une commande de la société Capricci Films au Collectif Othon.
Il s’agissait de créer une série à Nantes et à petit budget, de type comédie dialoguée.
La série, consacrée au quotidien d'une cité HLM de l'agglomération nantaise, raconte l’histoire d’une femme et de deux hommes qui ouvrent un local associatif dans un immeuble pour permettre aux habitants de venir y régler leurs divers problèmes de voisinage.
Début 2010, Xavier Esnault a réalisé 20 épisodes sur les 24 de la première saison.

## Filmographie
Documentaire:
- 1999 - (Je suis une) vidéomachine

Avec le Collectif Othon:
- 2001 - Louisa (Fiction, DV, 35 min)
- 2002 - To be a star (Fiction, DVCam, 95 min)
- 2004 - La Santé (Fiction, DVCam, couleur, 140 min)
- 2007 - Jacques (Fiction, HDV, couleur, 50 min)
- 2008 - Jeunes, Militants et Sarkozystes (Documentaire, DVCam, couleur, 108 min)
- 2010 - On est en démocratie (Documentaire, HDV, couleur, 105 min)

Série Télévisée:
- 2010 - Litiges (20 épisodes)